# Angelo Scapecchi
Angelo Scapecchi (* 12. September 1910 in Monte San Savino, Provinz Arezzo, Italien; † 10. März 1996) war Weihbischof in Arezzo-Cortona-Sansepolcro.
Angelo Scapecchi empfing am 1. April 1933 die Priesterweihe in Cortona. 1967 wurde er von Paul VI. zum Weihbischof im Bistum Cortona in der Toskana südöstlich von Arezzo bestellt und zum Titularbischof von Vicohabentia ernannt. Die Bischofsweihe spendete ihm Telesforo Giovanni Cioli. 1986 wurde er von Johannes Paul II. zum Weihbischof im zusammengelegten Bistum Arezzo-Cortona-Sansepolcro bestellt. 1987 wurde seinem Rücktrittsgesuch von Johannes Paul II. stattgegeben.